# Mantova 1911
El Mantova 1911 es un club de fútbol de Italia, con sede en Mantua, en la región de Lombardía. Fue fundado en 1911 y refundado en varias oportunidades. Compite en la Serie B, segunda categoría del fútbol italiano.

## Palmarés

### Torneos nacionales
- Serie B (1): 1970-71

### Torneos interregionales
- Serie C (2): 1958-59 (Grupo A), 2023-24 (Grupo A)
- Serie C2 (3): 1987-88 (Grupo A), 1992-93 (Grupo A), 2003-04 (Grupo A)
- Campionato Interregionale - Prima Categoria (1): 1957-58 (Grupo B)
- Campionato Nazionale Dilettanti (1): 1996-97 (Grupo D)
- Serie D (2): 2010-11 (Grupo B), 2019-20 (Grupo D)

### Torneos regionales
- Eccellenza Emilia-Romagna (1): 1994-95 (Grupo A)